# Silno (rejon łucki)
Silno (ukr. Сильне) – wieś na Ukrainie w rejonie łuckim obwodu wołyńskiego. W 2001 roku liczyła 619 mieszkańców.
Została założona w 1557 roku. W II Rzeczypospolitej miejscowość była siedzibą gminy wiejskiej Silno w powiecie łuckim województwa wołyńskiego.
Do 2020 w rejonie kiwereckim. 